# حسن اخریف
حسن اخریف (روسی: Хасан Асламбекович Ахриев؛ زادهٔ ۳ ژوئن ۱۹۹۴) بازیکن فوتبال اهل روسیه است. 
از باشگاه‌هایی که در آن بازی کرده‌است می‌توان به باشگاه فوتبال اسپارتاک نالچیک، باشگاه فوتبال کراسنودار، و باشگاه فوتبال ژمچوژینا-سوچی اشاره کرد.